# Euryparyphes
Euryparyphes is een geslacht van rechtvleugeligen uit de familie Pamphagidae. De wetenschappelijke naam van dit geslacht is voor het eerst geldig gepubliceerd in 1853 door Fischer.

## Soorten
Het geslacht Euryparyphes omvat de volgende soorten:
- Euryparyphes atlasicus La Greca, 1993
- Euryparyphes bolivarii Stål, 1876
- Euryparyphes breviphallus La Greca, 1993
- Euryparyphes cinerascens La Greca, 1993
- Euryparyphes defauti La Greca, 1993
- Euryparyphes flexuosus Uvarov, 1927
- Euryparyphes gharbensis Defaut, 1987
- Euryparyphes laetus Bolívar, 1907
- Euryparyphes mamorensis Defaut, 1987
- Euryparyphes maroccanus Saussure, 1887
- Euryparyphes nigripes La Greca, 1993
- Euryparyphes pictipes Uvarov, 1927
- Euryparyphes sitifensis Brisout de Barneville, 1854
- Euryparyphes tazzekensis La Greca, 1993
- Euryparyphes terrulentus Serville, 1838